# نواذيبو

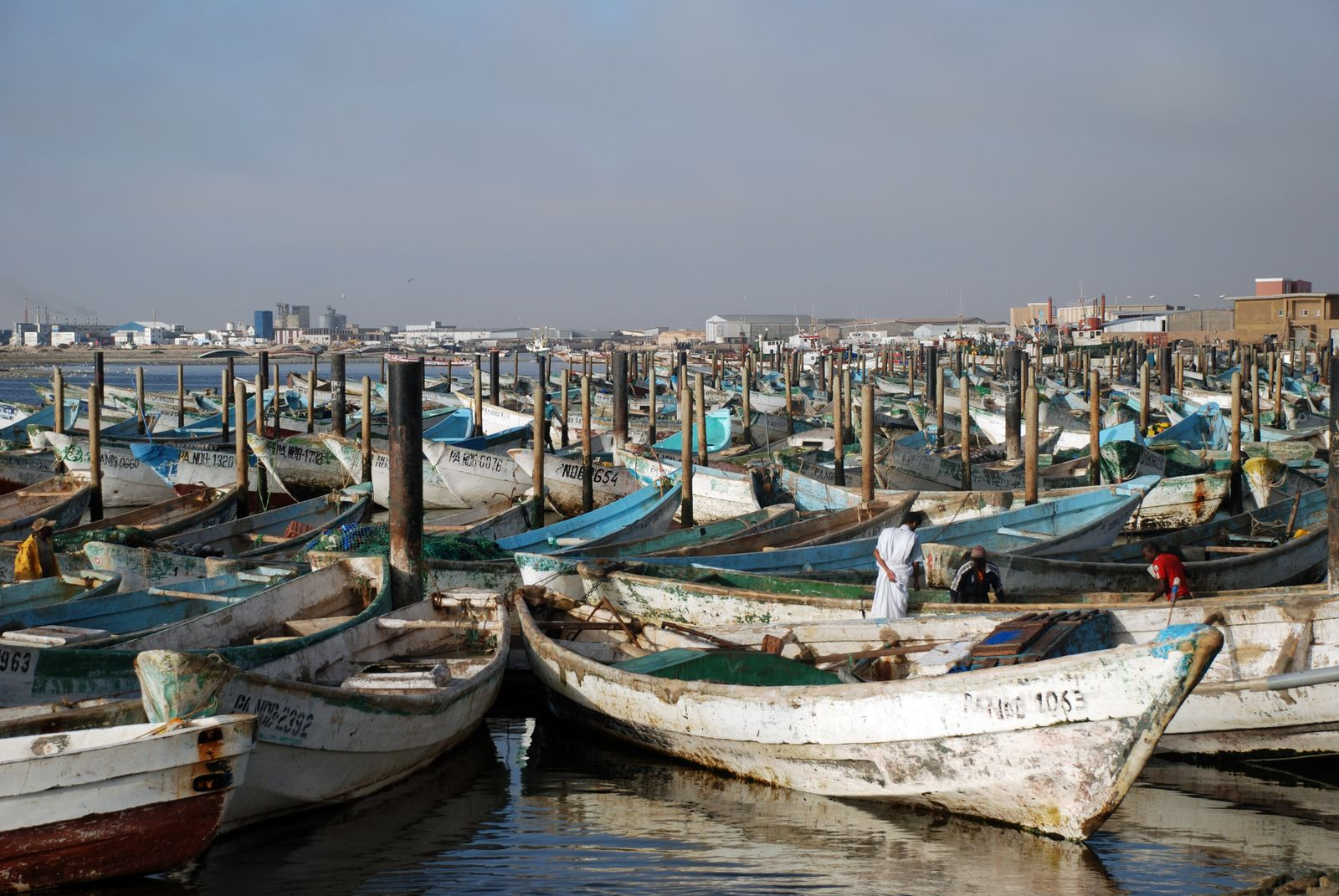
ميناء نواذيبو

نواذيبو هي مدينة وميناء بموريتانيا تقع على ساحل المحيط الأطلسي.
هي عاصمة ولاية داخلة نواذيبو وهي العاصمة الاقتصادية لموريتانيا وثاني أكبر مدينة من حيث النشاط التجاري تعتبر بوابة شمال أفريقيا على موريتانيا، يوجد بها ميناء معدني وتجاري إضافة إلى مطار دولي وعدة منشئات صناعية وسياحية.

## جغرافيا
تقع نواذيبو في ولاية داخلة نواذيبو قرب الحدود مع المغرب والتي سميت بالداخلة لأنها شبه جزيرة وسط المحيط الأطلسي تسمى «رأس نواذيبو» ترتبط ببقية تراب البلاد عبر جزء من هذه المدينة.

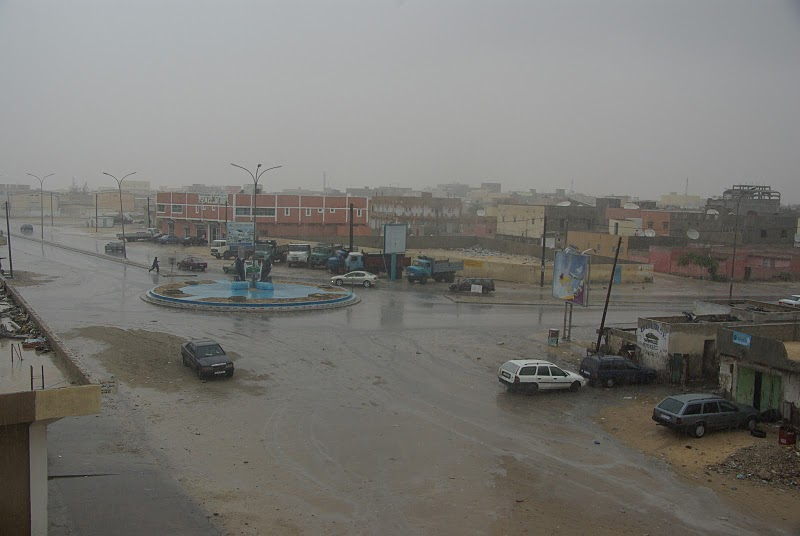
شارع في نواذيبو

## التاريخ
كانت المدينة تسمى «بورت إيتيان» أيام الاحتلال الفرنسي، وقد أنشأ بها الفرنسيون مينائها الشهير والذي يعتبر اليوم من أهم موانئ موريتانيا كما أن المدينة وبفضل موقعها الاستراتيجي الهام كانت قاعدة عسكرية للقوة الجوية الفرنسية آنذاك. 

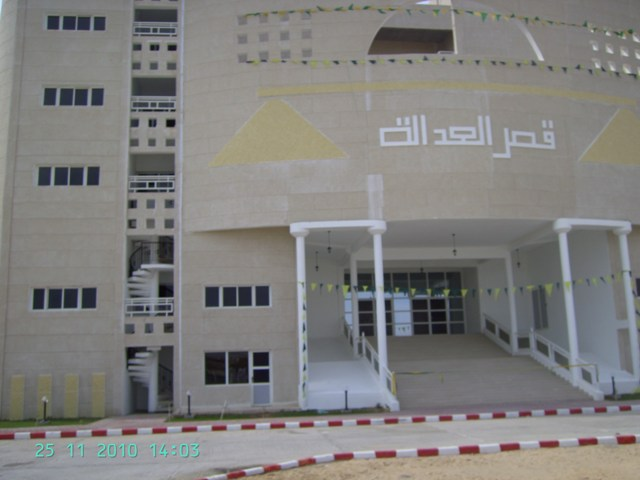
قصر العدل بانواذيبو

وللمدينة سمعة أيضا حيث تعد مركزا لتجارة النيازك التي وجدت في الصحراء.

## التركيبة السكانية
أغلب سكان نواذيبو هم موريتانيون لكن نظرا لتنوع الأنشطة الاقتصادية والمركز الجغرافي للمدينة تتواجد بها عدة جاليات أجنبية أهمها:
الجالية الإسبانية والفرنسية إضافة إلى المغاربة ومهاجرين من أفريقيا جنوب الصحراء ومؤخرا توافدت اليها جاليات آسيوية من الصين وكوريا الجنوبية.

## السياحة
تعتبر السياحة في نواذيبو من أهم النشاطات لأسباب متنوعة لأنها شبه جزيرة داخل المحيط الأطلسي إضافة إلى مناخها المعتدل كما أنها قريبة إلى محمية حوض أرغين التي تزورها ملايين الطيور سنويا في طريقها بين أوروبا وأفريقيا
أهم المناطق السياحية في نواذيبو هي:
- كابانو: منطقة على الساحل الشرقي لشبه جزيرة انواذيبو تحتوي عدة فنادق
- كانصادو: أقصى جنوب شبه جزيرة نواذيبو وتحتوي عدة فنادق ومنتجعات سياحية
- خليج الراحة

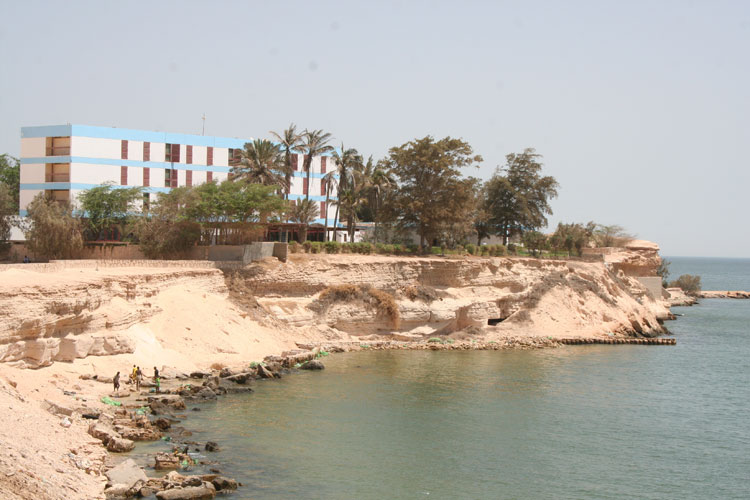
فندق في كانصادو

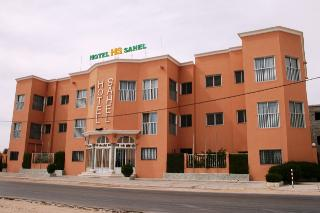
فندق في كابانو

- تعد نواذيبو قبلة للموريتانيين في الصيف نظرا لمناخها المعتدل عكس بقية المدن الموريتانية التي تشتد فيها الحرارة صيفا.

## الاقتصاد
نواذيبو هي العاصمة الاقتصادية لموريتانيا، وتعد مركزا لأهم الأنشطة التجارية في أكثر قطاعين حيويين في موريتانيا وهما المعادن والصيد البحري.

### الصناعات التحويلية
تحتوي على عدة مصانع لدقيق وزيت السمك إضافة لمصانع تعليب التونا وغيرها من الأسماك
و في قطاعات أخرى هناك مصنعان للإسمنت والرخام إضافة لوحدة صناعية لتصنيع زوارق الصيد تابعة لشركة ياماها اليابانية

### المعادن
انطلاقا من ميناء نواذيبو المعدني يتم تصدير الحديد بمعدل 192 مليون طن سنويا من طرف شركة سنيم والكوارتز بمعدل 20 ألف طن سنويا من طرف شركة إم إم سي
- تجري حاليا أعمال إنشاء ميناء معدني جديد بتكلفة 020 مليون دولار سيمكن من مضاعفة الطاقة التصديرية ب 5 أضعاف

### الصيد البحري
يعد شاطئ نواذيبو من أغنى شواطئ العالم بالأسماك.
الصيد البحري هو أهم قطاع اقتصادي في نواذيبو حيث يوفر آلاف فرص العمل
في ميناء نواذيبو المستقل تتواجد أغلب سفن الأسطول الوطني والأوروبي للصيد إضافة إلى عدة منشئات صناعية لإنتاج دقيق السمك وبعض المشتقات الأخرى التي تتعلق بالرخويات.

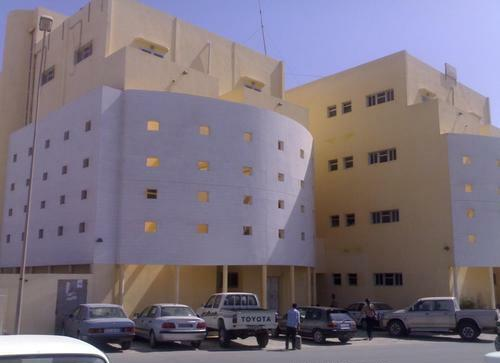
مقر الشركة الموريتانية لتسويق السمك smcp

- تجري حاليا أعمال إنشاء مجمع بولي هاندن الصناعي على قدم وساق على ساحل المنطقة الفاصلة بين نواذيبو وكانصادو باستثمار يقدر ب 1000 مليون دولار

## الرياضة
يعتبر نادي كرة القدم الأكثر شعبية في نواذيبو هو نادي نواذيبو المعروف ب إف سي نواذيبو والذي توج ب 4 ألقاب في الدوري الموريتاني الممتاز، ثم يتبعه نادي ايمراجوينس دي نواذيبو.

## البنية التحتية

### الطرقات
ترتبط ولاية داخلة انواذيبو بالعاصمة انواكشوط عبر الطريق السريع الوطني رقم 1 جنوبا وترتبط بالحدود مع الصحراء الغربية شمالا عبر الطريق الدولي 1 في اتجاه النقطة الحدودية الكيلومتر 55

### السكك الحديدية
ترتبط نواذيبو أيضًا عبر خط سكك حديدية بمناجم الحديد في الزويرات التي تبعد 700 كم إلى الشمال الشرقي.

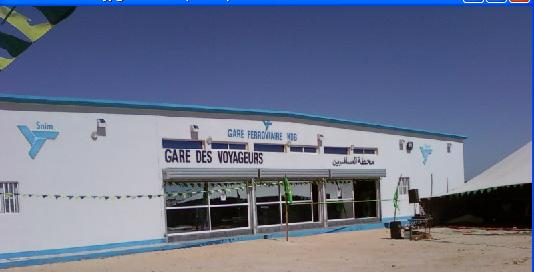
محطة القطار في نواذيبو

### ملاحة جوية
يوجد بالمدينة مطار نواذيبو الدولي.

### المياه
تعتمد نواذيبو في جلب مياه الشرب على بحيرة بولنوار على بعد 90 كلم من المدينة عن طريق شبكة أنابيب
تجلب 13 ألف متر مكعب من المياه يوميا وتتميز مياه بحيرة بولنوار الجوفية بالعذوبة نوعا ما.

### الكهرباء
في المدينة محطتان لتوليد الكهرباء
الأولى محطة تعمل بالديزيل بطاقة 36 ميغاوات وللأغراض المدنية
الثانية تعمل بطاقة الرياح بطاقة 7 ميغاوات للأغراض الصناعية

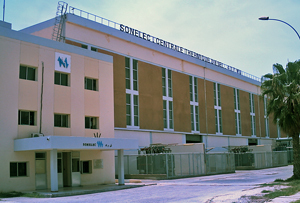
محطة الكهرباء في نواذيبو

### الصحة

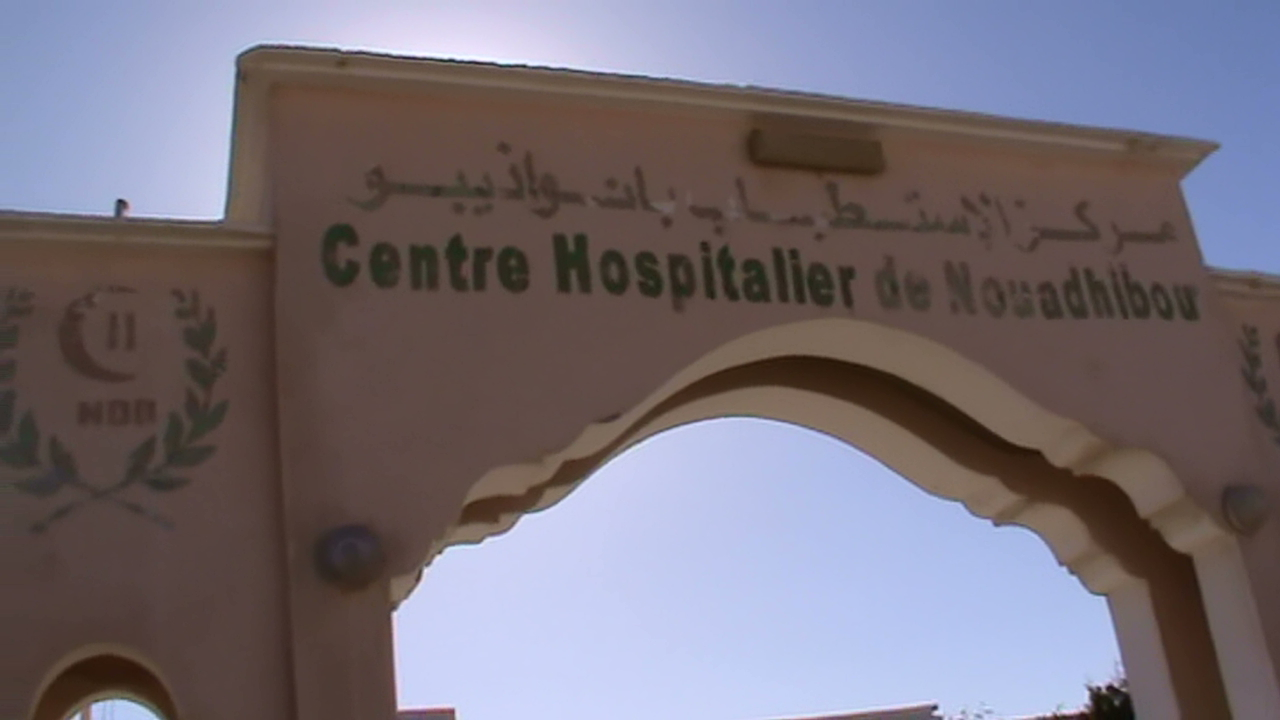
مركز الاستطبابات بنواذيبو